# Жизнь или кошелёк
«Жизнь или кошелёк» — третий студийный альбом группы «Крёстная семья», изданный в 2005 году на лейбле Respect Production.

## Список композиций
1. Осень — 3:15
2. Чаёк — 4:01
3. Кепочка совместно с Ирка — 3:44
4. Патинахате — 3:42
5. Зелёные евро (Кузьмич) — 0:28
6. Счётчик — 3:14
7. Картишки — 3:20
8. Крыша — 2:54
9. Удачa — 2:39
10. Загуляли пацаны — 3:17
11. (Скит) Петруча — 0:27
12. Цыпа Цыпа — 2:52
13. Маза при участии Л.Dimoss — 3:56
14. На карнавале — 3:12
15. Хаммер (Кузьмич) —1:45
16. Шаланды — 2:50
17. Чемоданчик при участии DJ Хобот — 3:33
18. Траффик (Кузьмич) — 1:36
19. Барыга — 2:33
20. Полоса — 3:28
21. Маи пацаны при участии Geegun — 3:16
22. Пацану пох… — 3:25
23. Стиль грязный — 2:32
24. Патинахате (remix DJ Хобот) — 3:07
25. Ролексы (remix DJ Zema) — 2:52
26. Картишки (remix DJ Zema) — 2:52

## Рецензии
«Звучит нетрадиционно: нет засилия семплов, много аккордеона – инструмента, совсем «нерэпперского». Тут слышен шансон, — парадокс — идущий рука об руку с модным клубным рэпом. Не готов рассуждать о степени бандитизма в их рэпе, и уж тем более — в их жизни. Сами участники группы на такие вопросы отнекиваются да отшучиваются. Факт, что это рэп, минимально подражающий западному, корневой и народный. Для тех, кто не забыл 90—е и эпоху первоначального накопления капитала. С последующим его перераспределением.
 — Rap.Ru 